# Niagara Cemetery
Niagara Cemetery is een Britse militaire begraafplaats met gesneuvelden uit de Eerste Wereldoorlog, gelegen in de Franse gemeente Iwuy (Noorderdepartement). De begraafplaats werd ontworpen door William Cowlishaw en ligt aan de Route de Rieux op 1.100 m ten zuidoosten van het centrum (Église Saint-Vaast). Ze heeft een nagenoeg vierkantig grondplan maar met twee afgeronde hoeken. Het terrein heeft een oppervlakte van 605 m² en ligt iets hoger dan het straatniveau. De open toegang in de zuidelijk hoek is daardoor met een achttal concentrische treden uitgevoerd. De noordoostelijke en noordwestelijke rand worden afgeboord met een lage natuurstenen muur. De andere zijden worden enkel met begroeiing afgeboord. Aan de toegang staan twee robuuste plantenbakken waarin zich het registerkastje bevindt. Op twee andere hoeken staan gelijkaardige plantenbakken. Het Cross of Sacrifice staat in de noordelijke hoek. De begraafplaats wordt onderhouden door de Commonwealth War Graves Commission.
Er liggen 201 doden begraven waarvan er 4 niet geïdentificeerd konden worden.

## Geschiedenis
Iwuy werd midden oktober 1918 door Britse troepen bezet en de begraafplaats werd toen ook aangelegd. 
Onder de 197 geïdentificeerde slachtoffers zijn er 170 Canadezen en 27 Britten.

## Graven

### Onderscheiden militairen
- Wallace Lloyd Algie, luitenant bij de Canadian Infantry werd onderscheiden met het Victoria Cross (VC), de hoogste Britse militaire onderscheiding.
- luitenant William Forbes Ferrier, sergeant John Patrick Lynch, de korporaals C.H. McInnis, Carlotte Noftall en J.P. Souter, kanonnier Walter Smith en de soldaten John Henry Belt, Francis William Porter en Raynor Wright ontvingen de Military Medal (MM).

### Aliassen
- soldaat H.W. Dodson diende onder het alias J. Wilson bij de Canadian Infantry.
- soldaat C.A. Douglass diende onder het alias G. Fox bij de Canadian Infantry.